# Pierre Roy (militant breton)
Pour les articles homonymes, voir Pierre Roy et Roy.
Pierre Roy (Per Roy en breton), né le 10 janvier 1904 à Morlaix et mort le 21 juin 1984 à Rennes, est un militant breton.

## Biographie
Né à Morlaix, il passe son enfance et apprend le métier d'ouvrier imprimeur dans cette ville. C'est avec réalisme et humour qu'il dépeint dans son livre Evel-se e oamp (traduit en français en 2010) la vie quotidienne de la cité ouvrière qu'était Morlaix avant-guerre.
Il quitte Morlaix pour Rennes où il s'installe très jeune comme ouvrier imprimeur et où il vécut essentiellement. Il dirige une imprimerie et est, un temps, président de la Caisse d'allocations familiales d'Ille-et-Vilaine.
Très attaché à la défense de la langue bretonne, il crée en 1951 avec Pierre Mocaër la fédération culturelle Kendalc'h et fait paraître la revue Breiz, organe de la Confédération Kendalc'h. Au début, en 1956, il est mentionné sur cette revue, au format journal, "S'adresser à Per Roy, 46 rue Louis Turban, à Rennes". Claude Goaziou, puis Robert Omnes lui succèdent à sa direction.
Avec des membres de Kendalc'h, il fonde en 1957 la Coopérative Breiz dans le but de donner accès au départ aux membres à la culture bretonne et celtique. Il est président de l'entreprise de 1971 à 1976.
En tant que président de Kendalc'h, il décide de construire le centre Ti-Kendalc'h pour y organiser des stages. Le premier bâtiment est construit en 1968 à Saint-Vincent-sur-Oust avec des militants et bénévoles du Pays de Redon. En 1991, Ti Kendalc'h devient le « Centre Per Roy ».
Il rejoint, peu de temps après sa création en 1969, l'association Skoazell Vreizh (Secours breton) dont l'objectif est d'aider les familles et les bretons emprisonnés. Il en devient très vite le président et le restera jusqu'en 1978 remplacé par Pierre Loquet. Il fait passer des lettres non censurées -car écrites en breton- à des soldats bretons du front à leurs familles[réf. nécessaire].
Il a été membre et président du Cercle Celtique de Rennes Kelc’h Keltiek Roazhon. En son hommage, une des trois sections porte aujourd'hui son nom. Avec l'aide des finances du cercle, aux côtés de Jean-Pierre Vincent, il ouvre en 1976 la libraire Coop Breizh à Rennes, rue de Penhoët.

## Œuvres
Il a écrit plusieurs  livres sous le nom de plume Hervé Herri :
- (br) Hervé Herri, Evel-se e oamp, Al Liamm, juillet 1982, 218 p.
- (br) Hervé Herri, Tremenet eo an amzer-se, Breizh hor bro, 1984, 258 p. (EAN 335-9-34001911-9)
- Hervé Herri (trad. du breton), C'était comme ça : Souvenirs d'un ouvrier imprimeur et militant breton de Morlaix, Morlaix, An Alarc'h, juillet 2010, 210 p. (ISBN 978-2-916835-18-1, présentation en ligne)Traduction en français de l'ouvrage de 1982 Evel-se e oamp